# Alfred G. Redfield

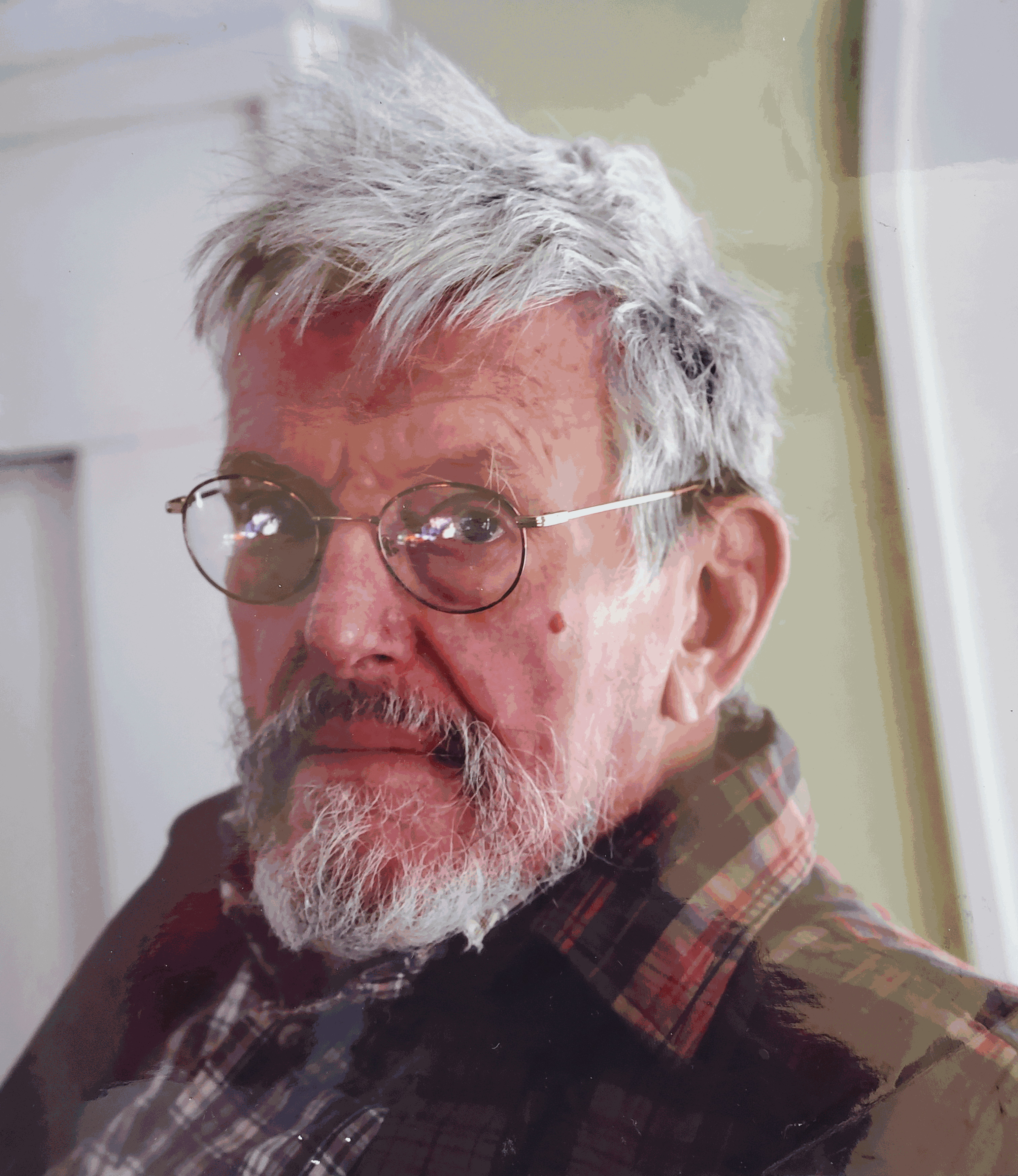
Alfred G. Redfield

Alfred Guillou Redfield (* 11. März 1929 in Boston; † 24. Juli 2019 in Alameda, Kalifornien) war ein US-amerikanischer Biophysiker und Bioinformatiker an der Brandeis University. Er konnte wesentliche Beiträge zur Kernspinresonanzspektroskopie leisten und gilt als Pionier in der Anwendung dieser Methode bei Biomolekülen. Redfield befasste sich mit Kernspinresonanz und Kernquadrupolresonanz-Spektroskopie von Proteinen und Nukleinsäuren. Anwendungsgebiete waren zum Beispiel Ras-related proteins wie RAC oder Metalloenzyme unter Verwendung von field cycling.

## Leben
Alfred Guillou Redfield war das dritte Kind des Ozeanografen Alfred Clarence Redfield (1890–1983).
Alfred G. Redfield erwarb 1950 einen Bachelor an der Harvard University und 1952 einen Master sowie 1953 einen Ph.D. an der University of Illinois, letzteres mit einer Arbeit über den Hall-Effekt in Diamanten und Alkalimetall-Halogenen. Als Postdoktorand arbeitete er bei dem späteren Physik-Nobelpreisträger Nicolaas Bloembergen an der Harvard University, wobei er sich innerhalb der Kernspinresonanz (NMR) mit der Spin-Thermodynamik im rotating frame und theoretischen Aspekten der Störung der Relaxation befasste. 1955 wechselte Redfield an das IBM Watson Laboratory an der Columbia University (siehe Thomas J. Watson Research Center). Hier untersuchte er neben der Struktur von Typ-II-Fluoxid-Gittern vor allem normal leitende Metalle und Supraleiter unter Verwendung von field cycling, wobei er die Ergebnisse von Hebel und Slichter unter Normalbedingungen auf Ultratieftemperatur-Bedingungen erweiterte (gemeinsam mit Arthur G. Anderson und Yoshika Masuda).
Ab 1969 befasste sich Redfield mit der NMR biologischer Materialien. Gemeinsam mit Raj Gupta konnte er den Elektronentransfer innerhalb des Proteins Cytochrom c nachweisen. Nach einem zweijährigen Sabbatical bei Daniel E. Koshland wechselte Redfield 1972 an die Abteilung für Physik und Biochemie der Brandeis University. Hier untersuchten er und seine Mitarbeiter mittels gepulster Fourier-Transformations-NMR insbesondere tRNA und G-Protein Ras, auch unter Ausnutzung des Kern-Overhauser-Effekts.
1999 wurde Redfield emeritiert, blieb aber wissenschaftlich aktiv. So konstruierte er ein hochauflösendes Field-cycling-NMR, mit dem er – gemeinsam mit Mary F. Roberts und aufbauend auf Arbeiten von Seymour H. Koenig – verschiedene Biomoleküle untersuchte.
Nach Redfield ist die Redfield pulse sequence benannt.

## Auszeichnungen (Auswahl)
- 1959 Fellow der American Physical Society
- 1979 Mitglied der National Academy of Sciences[5]
- 1983 Mitglied der American Academy of Arts and Sciences[6]
- 1995 Remsen Award der American Chemical Society (Maryland Section)[7]
- 2006 Max Delbruck Prize der American Physical Society[4]